# Philadelphia City Council
Der Stadtrat von Philadelphia (engl. amtlich: Philadelphia City Council) ist das gesetzgebende Organ der Stadt Philadelphia im US-Bundesstaat Pennsylvania. Der Stadtrat besteht aus 17 Mitgliedern.

## Struktur
Der Stadtgrundgesetz von 1951 setzte den Rat als gesetzgebenden Arm der Stadtregierung von Philadelphia ein, der aus siebzehn Mitgliedern besteht. Zehn Mitglieder werden von je einem Wahlkreis gewählt und sieben werden von der ganzen Stadt gewählt. Die Mitglieder des Stadtrats wählen aus ihrer Mitte einen Präsidenten des Stadtrates. Amtsinhaber ist Kenyatta Johnson von der Demokratischen Partei.

## Mitglieder
| Wahlkreis | Name                         | Amtsantritt | Partei |
| --------- | ---------------------------- | ----------- | ------ |
| 1         | Mark Squilla                 | 2012        | Dem    |
| 2         | Kenyatta Johnson, Präsident  | 2012        | Dem    |
| 3         | Jamie Gauthier               | 2020        | Dem    |
| 4         | Curtis J. Jones, Jr.         | 2008        | Dem    |
| 5         | Jeffery Young Jr.            | 2024        | Dem    |
| 6         | Michael Driscoll             | 2022        | Dem    |
| 7         | Quetcy Lozada                | 2022        | Dem    |
| 8         | Cindy Bass                   | 2012        | Dem    |
| 9         | Anthony Phillips             | 2022        | Dem    |
| 10        | Brian J. O’Neill,            | 1980        | Rep    |
|           | Kendra Brooks                | 2020        | WFP    |
|           | Katherine Gilmore Richardson | 2020        | Dem    |
|           | Isaiah Thomas                | 2020        | Dem    |
|           | Jim Harrity                  | 2022        | Dem    |
|           | Nina Ahmad                   | 2024        | Dem    |
|           | Rue Landau                   | 2024        | Dem    |
|           | Nicolas O’Rourke             | 2024        | WFP    |